# Бизацена
Бизацена (също така, макар и рядко Бизакий) е римска провинция (285 – 430) в Северна Африка, както и древна историко-културна област, съответстваща географски приблизително на южната част (1/2 от територията) на съвременен Тунис, формирайки т.нар. Тунизийски Сахел.

## История
Столица на провинцията е град Хадрумет, който след арабското завоюване на Северна Африка в края на VII век бива разрушен, а по-късно възстановен под името Сус, който е и един от най-големите градове на днешен Тунис.
Регионът и столицата му имат дълга и сложна история, която преминава през финикийски, пунически (картагенски), древноримски и късно-римски, вандалски, византийски, ранно-арабски, средновековен ислямски, европейски колониален и най-накрая независим тунизийски историко-културен период във времето.
През 6 век пр.н.е. Бизацена се превръща в център на финикийската колония Хадрумет и място, на което се заселват имигранти от града-държава Тир, макар автохтонното номадско население на Бизацена да били берберите. По-късно Бизанцена бива присъединена насилствено към Пунически Картаген, като търговско-икономическото съперничество между двата града продължава и насетне. С началото на пуническите войни и последвалото разрушаване на Картаген, съперничеството отслабва, но не е напълно изкоренено.
По време на икономическата криза в късната Римска империя, при управлението на император Диоклециан (284 – 305), е проведена голяма териториално-административна реформа в администрацията, засегнала основно римските провинции. От някога богатата проконсулска римска Африка със столица римски Картаген, е обособена на юг нова провинция със столица Хадрумет, както и на изток – Триполитания. Провинцията съществува до нахлуването на вандалите в 430 г.
Във вандалска Бизацена като част от Вандалското кралство, избухват етнически конфликти между бербери, гърци, финикийци, романизираното и останало население и централната власт. Вандалите са ариани и предизвикват негодувание сред останалите християнски деноминации в региона – донатисти, източноправославни, католици. Възползвайки се от тази вражда, през 533 г. византийския пълководец Велизарий с началото на вандалската война стоварва армията си в областта, откъдето на следващата 534 превзема римски Картаген, след което областта за около 150 години напред е част от Африканския екзархат на Византийската империя.
До 7 – 8 век климатът в областта е доста по-различен от съвременния и е хладен и влажен, което способства за плодородието на и в областта, както и за увеличаване на населението и урбанизацията ѝ.

## Бизацена и останалите административно-териториални единици
- Префектура Италия и Африка (западна със столица – Рим)

- Африкански диоцез (на латински: Diocesis Africae)

- Проконсулска Африка (на латински: Africae proconsularis, а след 285 г. – Зевгитана (на латински: Zeugitana) (столица Римски Картаген)
- Бизацена (на латински: Byzacena) (столица Хадрумет)
- Мавретания Цезарейска (на латински: Mauretania Caesariensis)
- Нумидия (на латински: Numidia)
- Триполитания (на латински: Tripolitania)